# ヴラディミル・マティヤシェヴィッチ
ヴラディミル・マティヤシェヴィッチ（セルビア語: Владимир Матијашевић, Vladimir Matijašević、1978年5月10日 - ）は、セルビアの元サッカー選手。選手時代のポジションはMF。

## クラブ歴
1995年にFKムラドスト・ルチャニで選手となった。その後、FKヴォイヴォディナ・ノヴィ・サド、AEKアテネFC、レッドスター・ベオグラード、FKジェレズニク、山東魯能、アポロン・ポントゥFCに在籍した。

## 引退後
2012年にFKナプレダク・クルシェヴァツのスポーツディレクターに就任。2014年にFKチュカリチュキのスポーツディレクターに就任した。2018年にAEKアテネのスポーツディレクターに就任。